# Armbaandet
Armbaandet er en dansk stum romantisk dramafilm fra 1909 produceret af Nordisk Films Kompagni og instrueret af Viggo Larsen.

## Handling
En ung talentfuld maler, Anton Winge er forelsket i en smuk skuespillerinde, Annie Fog. Skuespillerinden sidder model for maleren til et portræt, men han må opgive at male hende, da han ikke kan transformeret hendes skønhed til maleriet, hvilket han fortæller hende. Hun bliver smigret, men hun leger også med malerens følelser, og maleren bringes i en tilstand vekslende mellem håb og fortvivlelse. Annie ønsker sig et armbånd, der svarer til hendes kostbare halsbånd. For at kunne opfylde hendes ønske, må Anton Winge sælge alle sine malerier og tømme sine lommer. 
For at kunne klare sig, besøger han en ven, en kemiker, der låner ham lidt penge, så han kan klare sig i nogle dage. Men under besøget hos kemikeren eksploderer en kolbe og maleren får glasstykker i øjnene. Han mister synet og bringes strak på hospitalet. På hospitalet besøger Annie Fog ham en enkelt gang, men hun mener ikke, at hun skulle behøve besøge ham yderligere. Da han bliver udskrevet og besøger hende, nægter hun at tage imod ham. Tiden går, og maleren må leve af tiggeri. En aften bliver den blinde maler kørt over af en bil. Føreren af bilen tager den stakkels maler med hjem, hvor det viser sig, at han ikke har lidt større overlast. Annie Fog er imidlertid i huset og genkender maleren. Hendes samvittighed vågner, og hun beder ham om at tilgive hende. Da husets herre kommer ind i værelset udbryder Annie Fog “Nu er min plads hos ham - Farvel!”. 
Anton og Annie ses herefter som mand og kone i en lille hyggelig lejlighed. Den blinde maler er nu en flittig kurvemager og den letsindige skuespillerinden er blevet en dygtig dameskrædderinde og en god og kærlig husmoder - med øjne for to ...

## Medvirkende
- Agnete von Prangen Blom
- Edith Buemann
- Viggo Larsen
- Sofus Wolder